# متش هول
متش هول هي قرية وأبرشية مدنية تتبع بلدة ساوث ربل الواقعة قرب مدينة لانكشاير في إنكلترا بالمملكة المتحدة. بلغ عدد سكان القرية وفق إحصاء سنة 2001 حوالي 1851 نسمة.

## التاريخ
اسم «هول» (بالإنجليزية: Hoole)‏ مشتقّ من الكلمة الإنكليزية القديمة "hulu"، أي الكوخ الصغير. وقد وُثق اسم القرية كـ"Hull" في سنة 1204، و"Hole" في 1212، و"Hoole" في 1508. كما دون اسمها كـ"Magna Hole" في 1235، و"Much Hole" في 1260، و"Grett Wholle" في 1551.

## الديانة
ذكر وجود كنيسة صغيرة في القرية في تدوينة تعود إلى حوالي سنة 1280 كتبها «أميري دي هول»، غير أنه من غير المعروف ماذا حلَّ بها. وأما كنيسة القديس مايكل فقد بُنيت بها في سنة 1628، وأضيف إليها برج حجريّ عندما أعيد بناؤها في سنة 1720.. وقد موَّلت بناء الكنيسة والعناية بها عائلة «ستون»، التي عاشت في منزل كارّ، وهو الموقع الذي رصد منه الفلكي والقسيس في الكنيسة جيريمي هوروكس حدث عبور الزهرة في سنة 1639. وتمثله صور على بعض جدران الكنيسة.